# Barzaz Breiz

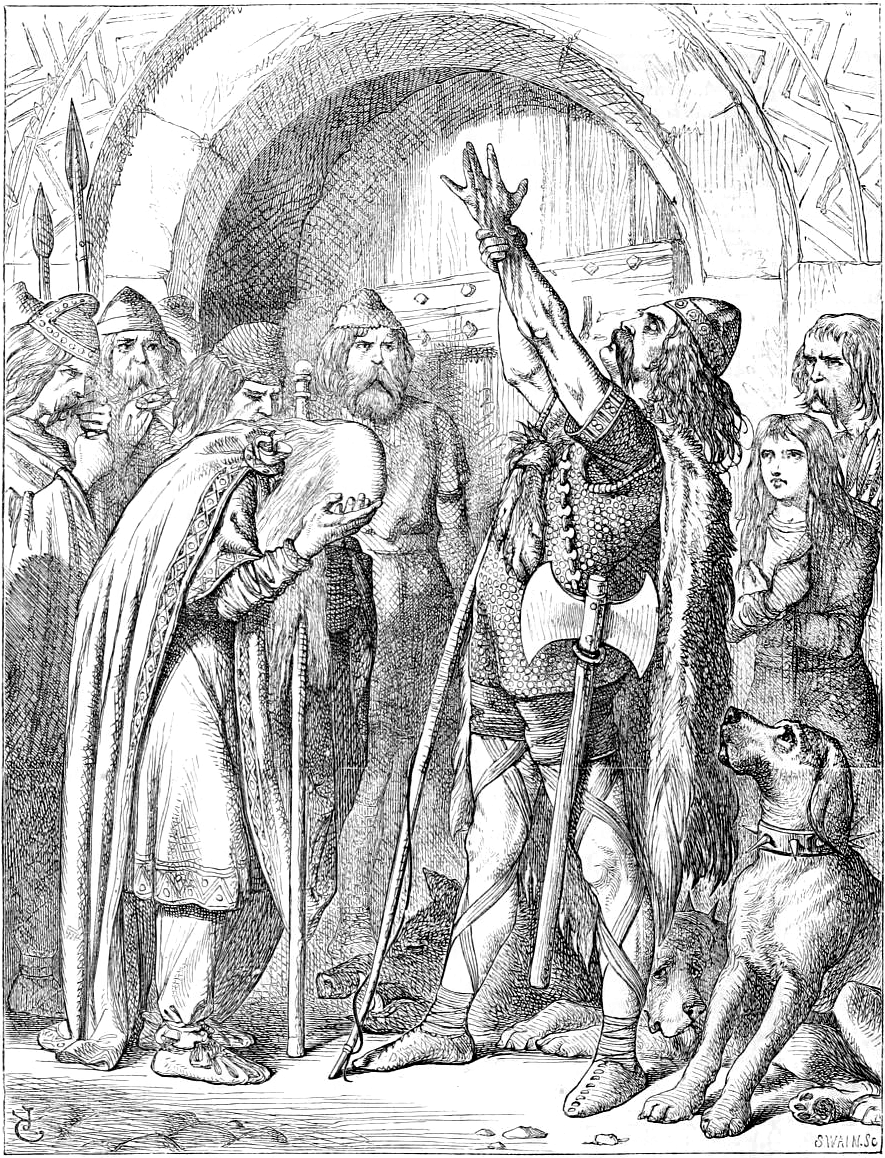
Nomenoë, ilustracja do Barzaz Breiz

Barzaz Breiz (Barzas-Breiz; Chants Populaires de la Bretagne) – antologia pieśni bretońskich wydana w 1839 przez wicehrabiego Théodore’a Hersarta de La Villemarqué (1815-1895). Utwór prezentował ludowe pieśni, będące rzekomo średniowiecznymi celtyckimi utworami zachowanymi w formie ustnej w miejscowym folklorze. Zbiór odegrał bardzo ważną rolę w odrodzeniu narodowym Bretończyków. Doczekał się kilku wydań. Przyciągnął uwagę ludzi spoza samej Bretanii i Francji. Stał się jednak przedmiotem dyskusji. W 1870 roku stwierdzono, że antologia nie jest w istocie jednorodnym zbiorem pieśni ludowych, ale mieszaniną utworów dawnych, zredagowanych na nowo przez antologistę lub kogoś innego, przede wszystkim wierszy miłosnych i ballad, liryków nowych, wystylizowanych na pieśni średniowieczne i współczesnych prób epickich o postaciach mitycznych lub historycznych, jak czarodziej Merlin albo książę Nomenoë. Autorowi zarzucano oszustwo. Jednak w 1980 roku na podstawie analizy jego pism uznano, że część wydanych pieśni była autentyczna. 
Antologię Hersart de La Villemarqué zadedykował swojej matce: A ma tendre et sainte mére Marie-Ursule Feydeau du Plessix-Nizon, comtesse de La Villemarqué,
Na angielski antologię przełożył Tom Taylor. Na język polski pieśni bretońskie (z powołaniem się na Théodore’a Hersarta de La Villemarqué) tłumaczył Lucjan Siemieński;. Jego książka ukazała się w 1842, a więc niedługo po wydaniu antologii Hersarta de La Villemarqué.